# اندیس مرمریت شمال شرق بندان
مرمریت شمال شرق بندان یک اندیس مصالح ساختمانی است که در حوالی شهر شمال بندان استان سیستان و بلوچستان قرار دارد و مادهٔ معدنی موجود در آن، مرمریت است.